# 佐藤佳弘
佐藤 佳弘（さとう よしひろ、1954年 - ）は、日本の社会情報学研究者、武蔵野大学名誉教授、株式会社情報文化総合研究所代表取締役。

## 経歴
福岡県生まれ。1978年に富士通に入社し、システムエンジニアとして勤務後、1986年に東京都立荒川工業高等学校定時制電気科・電子科教諭に転じた。1990年にはNTTデータ通信に入社してシステム科学研究所担当部長となり、翌1991年からは相模女子大学で非常勤講師として教鞭を執った。
1995年から1999年にかけて、東京大学大学院工学系研究科第1種先端学際工学専攻に学び、1999年には、「情報技術が家計に与える影響に関する研究：情報生活論に向けて」により東京大学から博士（学術）を取得した。
この間、1997年、株式会社情報文化総合研究所を設立して、代表取締役となった。
また、1998年、武蔵野女子大学現代社会学部助教授となり、2002年に教授へ昇任して、以降は武蔵野大学への校名変更や、大学内の所属学部の変更などを重ね、大学院も担当した。
武蔵野大学退職後は、名誉教授となった。

## おもな著書

### 単著
- サウンドで学ぶBASIC：ステップ式MS-DOS対応、山海堂、1994年
- 英和和英・科学技術と産業用語辞典、富士書房、1998年
- 情報化社会の歩き方：危険回避のガイドブック、ミネルヴァ書房、2010年
- IT社会の護身術、春風社、2010年
- ネットでやって良いこと悪いこと、源、2011年
- メディア社会やって良いこと悪いこと、源、2012年
- 脱! スマホのトラブル、武蔵野大学出版会、2014年
  - 脱! スマホのトラブル <増補版>、武蔵野大学出版会、2018年
- インターネットと人権侵害 (匿名の誹謗中傷 ~その現状と対策)、武蔵野大学出版会、2016年
- 脱! SNSのトラブル、武蔵野大学出版会、2017年
  - 脱! SNSのトラブル <増補版>、武蔵野大学出版会、2018年
- わかる! 伝わる! 文章力、武蔵野大学出版会、2019年

### 共著
- （スマイリーキクチとの共著）ネット中傷 駆け込み寺、武蔵野大学出版会、2021年